# Telmo Perle Münch
Telmo Perle Münch, conhecido como Telmo de Avelar (Curitiba, 2 de outubro de 1923 – Rio de Janeiro, 9 de janeiro de 2017), foi um ator, dublador, tradutor e diretor de dublagem brasileiro. É conhecido por ter traduzido, dirigido e adaptado vários clássicos do estúdio cinematográfico americano Walt Disney Pictures para a língua portuguesa.

## Biografia
Nascido em 2 de outubro de 1923 em Curitiba, no Paraná, descendente de alemães, atuou em novelas como Irmãos Coragem e Pai Herói.

### Dublagem
Entrou na dublagem na década de 1960, traduzindo, adaptando e dirigindo vários clássicos como Branca de Neve e os Sete Anões (junto com Gilberto Souto), A Pequena Sereia (1989), A Bela e A Fera (1991), Família Dinossauro, entre vários outros. Foi o primeiro dublador do Pateta no Brasil.

### Processo contra a Disney
Em 2015, Telmo abriu um processo por direitos autorais de suas traduções contra os estúdios Disney e sua distribuidora no Brasil. Alegando que o estúdio não poderia utilizar ou exibir suas adaptações nas mídias de Blu-Ray, DVD ou serviços de streaming, pois o seu contrato com a mesma só cobria o direito de exibições nos cinemas.

### Morte
Telmo faleceu no dia 9 de Janeiro de 2017 no Hospital Municipal Lourenço Jorge, no Rio de Janeiro, em decorrência de um câncer de pulmão, que levou a uma falência múltipla de órgãos.

## Atuações

### Cinema
| Ano  | Título                    |
| ---- | ------------------------- |
| 1963 | Und der Amazonas schweigt |
| 1987 | Aurora                    |

### Televisão
| Ano  | Título                   | Papel              | Notas                          |
| ---- | ------------------------ | ------------------ | ------------------------------ |
| 1970 | Irmãos Coragem           | Fausto Paiva       |                                |
| 1972 | O Bofe                   | Santelmo           |                                |
| 1975 | Caso Especial            | —                  | Episódio: "O Indulto de Natal" |
| 1977 | Nina                     | José Alípio        |                                |
| 1978 | Sítio do Picapau Amarelo | Sócrates           | Episódio: "O Minotauro"        |
| 1979 | Pai Herói                | Delegado Sandoval  | [ 14 ]                         |
| 1979 | Carga Pesada             | Dr. Telmo          | Episódio: "Operação Limpeza"   |
| 1985 | Tenda dos Milagres       | Dr. Gervásio       |                                |
| 1989 | República                | Capitão Mallet     |                                |
| 1992 | Você Decide              | Vários personagens | 4 episódios                    |
| 2007 | Paraíso Tropical         | Padre              | Participação Especial          |
| 2008 | Beleza Pura              | Senhor             | Participação Especial          |
| 2010 | Malhação ID              | Padre              | Participação Especial          |

## Dublagens
- Jamesir Bensonmum (Alec Guinness) - Assassinato por Morte[15]